# U-346
U-346 — средняя немецкая подводная лодка типа VIIC времён Второй мировой войны.

## История
Заказ на постройку субмарины был отдан 10 апреля 1941 года. Лодка была заложена 28 октября 1942 года на верфи Нордзееверке в Эмдене под строительным номером 218, спущена на воду 13 апреля 1943 года. Лодка вошла в строй 7 июня 1943 года под командованием оберлейтенанта Арно Лейштена.

### Флотилии
- 7 июня 1943 года — 20 сентября 1943 года — 8-я флотилия (учебная)

### История службы
Лодка не совершала боевых походов, успехов не достигла. Затонула 20 сентября 1943 года в Балтийском море близ Хелы, в районе с координатами 54°25′ с. ш. 19°50′ в. д. в результате ошибки экипажа при погружении. 37 человек погибли, 6 членов экипажа спаслись.
В настоящее время остов U-346, лежащий на глубине 49-56 метров в районе с координатами 54°37′38″ с. ш. 18°50′40″ з. д., используется дайверами как удобное место для погружений.